# ItaliaES
ItaliaES (Italia.es) è un'iniziativa culturale dell'associazione spagnola Cultor Media con sede a Barcellona. È conosciuta anche come Italia.es. Il suffisso "es" ha un duplice significato: Spagna (nel suffisso territoriale di internet) e coincide anche con le iniziali delle parole Eventi e Spettacoli, che ne costituiscono l'attività principale. L'organizzazione si occupa della promozione, organizzazione e integrazione della cultura italiana in Spagna e nelle principali città europee.

## Principali conferenze organizzate
ItaliaES è stata creata nel 2009 dall'economista e politologo Augusto Casciani. Si è occupata nel corso degli anni di organizzare conferenze, tra gli altri, con i giornalisti Marco Travaglio (2010), Concita De Gregorio (2010), Lorella Zanardo, con il procuratore capo della Repubblica di Torino Giancarlo Caselli  (2011) e con il sindaco di Napoli Luigi de Magistris (2009 e 2012).

## Musica e spettacolo
ItaliaES ha collaborato nel 2011 con il Festival Internacional de Jazz de Barcelona promuovendo i concerti di Barcellona di Paolo Conte, Paolo Fresu e Omar Sosa, Stefano Bollani, Enrico Rava, Danilo Rea e Flavio Boltro, ha collaborato con Tij Events nell'organizzazione dei concerti di Barcellona dei Litfiba (2011), Giovanni Allevi (Barcellona e Madrid 2011), Subsonica (Barcellona e Madrid 2012), Max Gazzè (2013), nello spettacolo "Grillo is back" di Beppe Grillo (2011), Sud Sound System (2015) e nel primo spettacolo in Spagna (Barcellona) di Aldo, Giovanni e Giacomo (2016). Altri artisti che hanno collaborato con ItaliaES sono stati: Marco Travaglio ed Isabella Ferrari (2012) nello spettacolo "Anestesia Totale" (Barcellona e Londra), Franco Battiato, Enzo Avitabile, Gino Paoli, Salif Keïta (Festival del Millenni), Tre Allegri Ragazzi Morti, i Modà.
Nel giugno 2014 ItaliaES collabora con il Festival dels Jardins de Pedralbes nella promozione dei concerti di Barcellona del Maggio Musicale Fiorentino diretto dal direttore Zubin Mehta e nel concerto di Carla Bruni. In ottobre 2014 ItaliaES si occupa dell'organizzazione dei concerti spagnoli di Niccolò Fabi- Daniele Silvestri - Max Gazzè all'interno del European Club Tour 2014 dei 3 artisti. Il concerto di Barcellona dell'11 ottobre 2014 conclude il tour europeo con 2 collegamenti in diretta con il programma Che tempo che fa di Fabio Fazio. Da Barcellona Fabio Volo intervista prima i 3 artisti e poi di nuovo durante il concerto. Nel maggio 2015 ItaliaES organizza il festival "Aquí Canten Dones" dove vengono presentate una selezione di giovani artiste residenti in Catalogna e che rappresentano il futuro al femminile delle nuova generazione musicale emergente. I nomi in cartellone sono state, tra le altre: Samantha de Siena, Giulia Venosa, Rusó Sala, Vanessa Bissiri. Nel marzo del 2015 organizza anche il concerto di Giovanni Allevi nel Palau de la Música Catalana di Barcellona. Nel 2016 ItaliaES collabora alla promozione dei concerti di Max Gazzè a Barcellona e Madrid e Ludovico Einaudi nell'Auditori del Forum di Barcellona, nel 2017 invece ItaliaES si occupa dell'organizzazione del concerto di Paolo Fresu (musicista) e Daniele di Bonaventura a Barcellona e della promozione dei concerti in Spagna, tra l'altro, di Salmo (rapper) a Barcellona e Madrid, Dente (cantante) a Barcellona, Valenza e Madrid e ancora di Giovanni Allevi a Barcellona e Madrid e di Carmen Consoli. Nel 2018 invece ItaliaES si occupa, tra l'altro, dell'organizzazione del tour spagnolo de Lo Stato Sociale che tocca le città di Barcellona, Valenza, Madrid, Siviglia e Bilbao. Nel 2019 continua con l'organizzazione del concerto di Mahmood a Barcellona. Nel 2019 ItaliaES organizza i concerti di Barcellona, Valenza, Madrid e Londra di Fabrizio Paterlini e nel 2022 ripete con Barcellona, Madrid e Londra aggiungendo anche Manchester. Nel 2022 organizza pure i concerti di Barcellona e Madrid dei pianisti  Olivia Belli e Florian Christl.